# Sami Yusuf
Sami Yusuf (سامي يوسف) es un autor, compositor e intérprete británico-iraní nacido en 1980. La música de Yusuf está relacionada con el Islam y el hecho de ser musulmán en el mundo actual. Yusuf se ha convertido en una figura muy popular del mundo islámico, habiendo realizado videos de varias de sus producciones. De acuerdo a The Guardian, es el musulmán británico más conocido del mundo. En 2006, la revista Time lo llamó "la mayor estrella islámica del rock".

## Biografía
Sami Yusuf nació en 1980 en Teherán, Irán y se mudó al Reino Unido cuando tenía tres años, creciendo en la zona oeste de Londres. Yusuf es de origen azerí. Desde temprana edad comenzó a tocar varios instrumentos musicales y a mostrar interés en cantar y componer canciones. Fue aceptado como estudiante de composición en la Royal Academy of Music en Londres. En adición a su educación en armonía y composición occidental, Sami usa los modos iraníes y de Medio Oriente y está relacionado tanto con la tradición musical oriental como occidental.

## Carrera

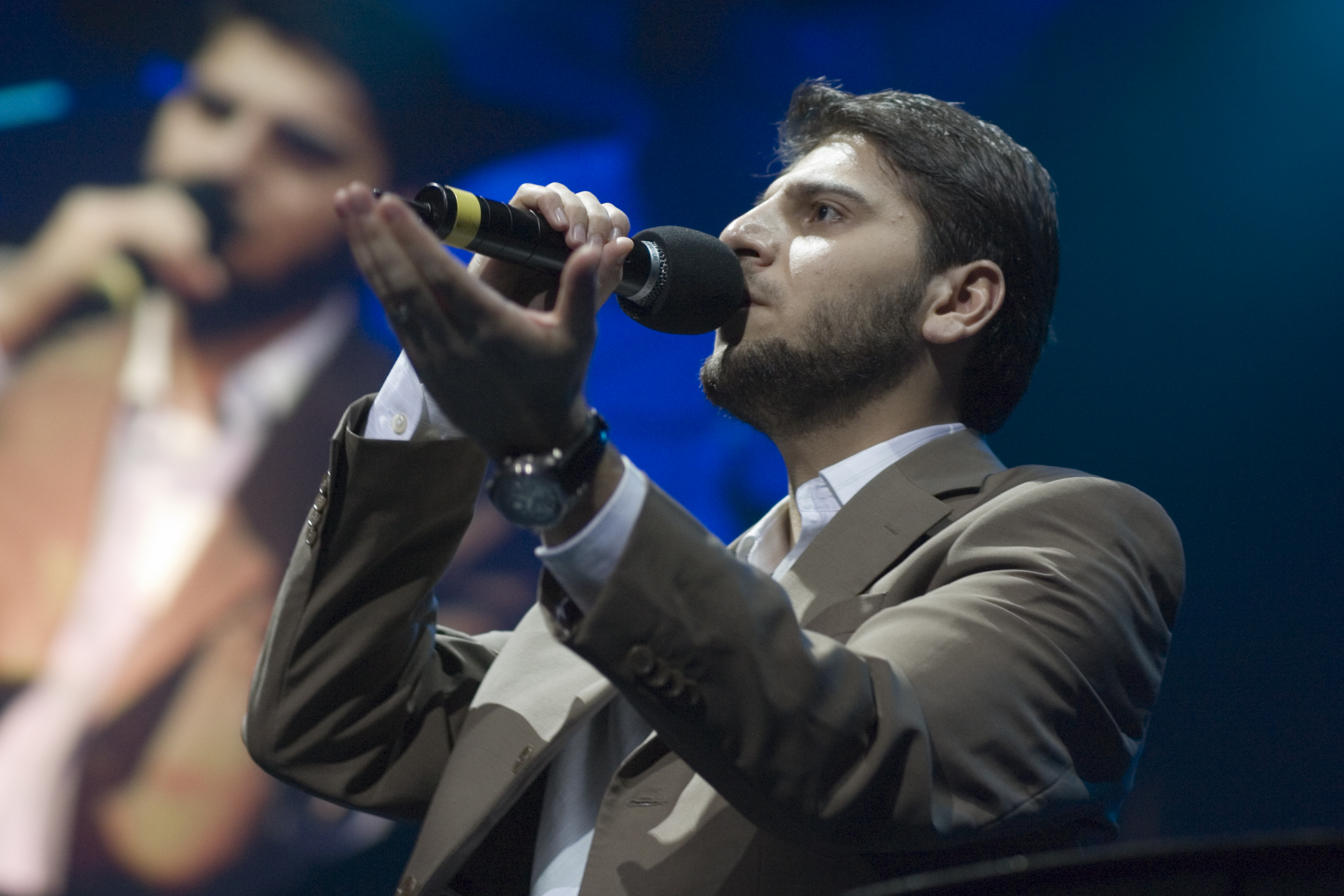
2006

Su primer álbum, Al-Mu'allim, salió en julio de 2003 y tuvo buen éxito. Su segundo álbum, My Ummah, salió en 2005 y tuvo dos versiones, una versión musical y una versión instrumental. Yusuf habla también de los problemas sociales y humanitarios en su música. Sami compone sus canciones en diferentes idiomas, como inglés, turco, árabe, persa y urdu. Ha ofrecido conciertos alrededor del mundo y sus álbumes son muy populares entre la juventud musulmana, en particular en Turquía, donde su concierto en Estambul en 2007 reunió a más de 250,000 personas.
Sin embargo, también su carrera ha suscitado alguna controversia debido a la naturaleza de sus espectáculos, cuyas críticas conservadoras dan por más próximas a los conciertos de pop occidentales que de los valores espirituales musulmanes que pretende abarcar. Ante estas críticas Sami Yusuf publicó un mensaje de refutación en respuesta en su sitio web. Su carrera internacional se consolidó ampliamente con la participación del trío Outlandish sobre la pista "Try Not to Cry", y su colaboración con A. R. Rahman y Ustadh Mehboob.
Aparte de la música, Sami Yusuf es famoso por sus obras de caridad alrededor del mundo. En octubre de 2007 viajó a Sudán donde visitó un orfanato como parte de una misión de ayuda para los niños enfermos y las víctimas del sida en la región. En octubre de 2008, aprovechó su gira por Sudáfrica para ayudar a los niños del Orfanato El Agape. En enero de 2009 viajó a Turquía invitado por Emine Erdoğan, esposa del primer ministro Recep Tayyip Erdoğan, para participar en una concentración en apoyo a la paz en Gaza, Palestina. El 31 de enero de 2009 participó en un teletón en Doha, Catar, para recaudar dinero para las víctimas en la Franja de Gaza. En 2015 dio un concierto en Nazaret, lo que provocó un boicot a su música por parte de la televisión pública de Iran. Actuó en la Expo Dubai 2020.